# Albert Rémy
Albert Louis Rémy, född 9 april 1915 i Sèvres, Île-de-France, död 26 januari 1967 i Paris, var en fransk skådespelare.

## Roller i urval
- 1938 – Hotel du Nord
- 1945 – Paradisets barn
- 1947 – Djävulen i kroppen
- 1954 – Vild frihet
- 1955 – Narkotikarazzia
- 1956 – Brott och straff
- 1956 – Ringaren i Notre Dame
- 1958 – Den syndfulla leken
- 1959 – De 400 slagen
- 1959 – Jag och min ko
- 1960 – Krigsfångarna
- 1960 – Skjut på pianisten!
- 1961 – Svarta monokeln
- 1962 – De fyra ryttarna
- 1962 – Olycksfågeln Gigot
- 1964 – Flykten från Dunkerque
- 1964 – Tåget
- 1965 – Håll masken, tomtegubbar
- 1965 – Les bons vivants
- 1966 – Grand Prix